# Lista de aeroportos do Equador
Esta é uma lista de aeroportos do Equador, classificados por cidade:
| Cidade             | ICAO | IATA | Nome do aeroporto                              |
| Bahia de Caraquez  | SEBC | BHA  | Aeroporto Los Perales                          |
| Coca               | SECO | OCC  | Aeroporto Francisco de Orellana                |
| Cuenca             | SECU | CUE  | Aeroporto Mariscal Lamar                       |
| Esmeraldas         | SEES | ESM  | Aeroporto General Rivadeneira                  |
| Gualaquiza         | SEGZ |      | Aeroporto de Gualaquiza                        |
| Galápagos (Baltra) | SEGS | GPS  | Aeroporto Seymour                              |
| Guayaquil          | SEGU | GYE  | Aeroporto Internacional José Joaquín de Olmedo |
| Ibarra             | SEIB |      | Aeroporto Atahualpa                            |
| Jipijapa           | SEJI | JIP  | Aeroporto de Jipijapa                          |
| La Toma            | SETM |      | Aeroporto Camilo Ponce                         |
| Lago Agrio         | SELA | LGQ  | Aeroporto de Lago Agrio                        |
| Latacunga          | SELT |      | Aeroporto Internacional Cotopaxi               |
| Loja               | SELO | LOH  | Aeroporto Camilo Ponce Enriquez                |
| Macara             | SEMA | MRR  | Aeroporto J.M. Velasco Ibarra                  |
| Macas              | SEMA | MRR  | Aeroporto de Macas                             |
| Machala            | SEMH | MCH  | Aeroporto General M. Serrano                   |
| Manta              | SEMT | MEC  | Aeroporto Internacional Eloy Alfaro            |
| Montalvo           | SEMO |      | Aeroporto El Carmen                            |
| Pastaza            | SEPA | PTZ  | Aeroporto Rio Amazonas                         |
| Pedernales         | SEPD | PDZ  | Aeroporto de Pedernales                        |
| Portoviejo         | SEPV | PVO  | Aeroporto Reales Tamarindos                    |
| Putumayo           | SEPT | PYO  | Aeroporto de Putumayo                          |
| Quito              | SEQM | UIO  | Aeroporto Internacional Mariscal Sucre         |
| Riobamba           | SERB |      | Aeroporto Chimborazo                           |
| Salinas            | SESA | SNC  | Aeroporto General Ulpiano Paez                 |
| San Cristobal      | SEST | SCY  | Aeroporto de San Cristobal                     |
| San Juan de Ambato | SEAM | ATF  | Aeroporto Chachoan                             |
| Santa Cecilia      | SECE | WSE  | Aeroporto de Santa Cecilia                     |
| Shell Mera         | SESM | PTZ  | Aeroporto Rio Amazonas                         |
| Sucua              | SESC | SUQ  | Aeroporto de Susua                             |
| Tachina            | SETN | ESM  | Aeroporto General Rivadeneira                  |
| Taisha             | SETH | TSC  | Aeroporto de Taisha                            |
| Tarapoa            | SETR | TPC  | Aeroporto de Tarapoa                           |
| Tena               | SETE |      | Aeroporto de Tena                              |
| Tiputini           | SETI | TPN  | Aeroporto de Tiputini                          |
| Tulcán             | SETU | TUA  | Aeroporto El Rosal Tiniente Mantilla           |